# Bourre
Die Bourre ist ein Fluss im Norden von Frankreich, der im Département Nord der Region Hauts-de-France im Umland der Stadt Hazebrouck verläuft.

## Geographie

### Verlauf
Die Bourre entspringt unter dem Namen Borre Becque im nordöstlichen Gemeindegebiet von Lynde, umgeht zunächst in einem Bogen über Nordost den Großraum der Stadt Hazebrouck und quert hier die Bahnstrecke Lille–Les Fontinettes. Die Borre verläuft schließlich generell in südöstlicher Richtung und mündet nach rund 19 Kilometern an der Gemeindegrenze von Morbecque und Vieux-Berquin unterhalb der Schleuse Écluse du Grand Dam als linker Zufluss in den Canal d’Hazebrouck. 
Dieser Mündungspunkt wurde erst beim Ausbau des früheren Unterlaufes der Bourre zum Schifffahrtskanal Canal de la Bourre (etwa vor 1830) festgesetzt, der später mit anderen Kanälen zum Canal d’Hazebrouck umbenannt wurde. Ursprünglich verlief der Fluss etwa weitere acht Kilometer und mündete in der Stadt Merville als linker Nebenfluss in die Leie. Die wirtschaftliche Nutzbarkeit der Schifffahrt ist heute aufgrund der technischen Gegebenheiten nicht mehr vorhanden.

### Zuflüsse
(Reihenfolge in Fließrichtung)
- Petite Becque (links) 1,31 km
- Becque de la Bréarde (links) 3,19 km
- Foëne Becque (links) 7,27 km
- Noord Becque (links) 2,14 km

### Orte bzw. Gemeinden am Fluss
(Reihenfolge in Fließrichtung)
- Lynde
- Wallon-Cappel
- Staple
- Hondeghem
- Hazebrouck
- Borre
- Vieux-Berquin
- La Motte au Bois, Gemeinde Morbecque